# Fasciospongia
Fasciospongia é um gênero de esponja marinha da família Thorectidae.

## Espécies
- Fasciospongia aspergillum (Lendenfeld, 1889)
- Fasciospongia benoiti Thomas, 1979
- Fasciospongia cacos (Lendenfeld, 1889)
- Fasciospongia caliculata (Lendenfeld, 1889)
- Fasciospongia cavernosa (Schmidt, 1862)
- Fasciospongia cellulosa (Esper, 1794)
- Fasciospongia chaliniformis (Lendenfeld, 1889)
- Fasciospongia chondrodes (de Laubenfels, 1954)
- Fasciospongia coerulea Vacelet, 1959
- Fasciospongia costifera (Lamarck, 1814)
- Fasciospongia costiformis (Lendenfeld, 1889)
- Fasciospongia cycni (Lendenfeld, 1889)
- Fasciospongia euplectelloides Hentschel, 1912
- Fasciospongia flabellum (Lendenfeld, 1889)
- Fasciospongia friabilis (Hyatt, 1877)
- Fasciospongia lordi (Lendenfeld, 1889)
- Fasciospongia ondaatjeana (Lendenfeld, 1889)
- Fasciospongia pyriformis (Lendenfeld, 1889)
- Fasciospongia retiformis (Lendenfeld, 1889)
- Fasciospongia rigida (Lendenfeld, 1889)
- Fasciospongia rimosa (Lamarck, 1814)
- Fasciospongia seychellensis (Thomas, 1973)
- Fasciospongia sinuosa (Esper, 1794)
- Fasciospongia turgida (Lamarck, 1814)